# Canterbury proibito
Canterbury proibito è un film del 1972 diretto da Italo Alfaro.

## Trama
Il film è diviso in diversi episodi (Una storia d'amore, Santa del Grande, Viola, Due suore, Brache di San Grifone, Gallo Cantachiaro e Antona e Giustina) ognuno dei quali narra una storia simile a quelle contenute ne I racconti di Canterbury.